# Siddipet
Siddipet est une municipalité de l'état indien du Télangana, située à environ 100 km au nord d'Hyderabad. C'est le siège du district de Siddipet (en).
En 2024 sa population est d'environ 160 000 habitants.